# Amore, ritorna!
Amore, ritorna! (Lover Come Back) è un film del 1961 diretto da Delbert Mann. È il secondo dei tre film con la coppia per eccellenza del cinema americano degli anni sessanta, Doris Day e Rock Hudson.

## Trama
A New York, un'agenzia pubblicitaria cerca in qualche modo di ottenere informazioni sul misterioso "Vip", un nuovo prodotto di cui nessuno sa nulla, ma che in realtà è inesistente. Carol Templeton cerca di corrompere il Dottor Linus Tyler, incaricato di creare il prodotto Vip,  ma inconsapevolmente lo confonde con Jerry Webster, che è in realtà il direttore dell'agenzia pubblicitaria rivale il quale, compreso il tutto, è pronto a sfruttare la situazione.

## Citazioni in altre opere
Nella serie animata DuckTales, l'episodio La grande balla (terza stagione) riprende la trama di questo film.